# خالد جلال
خالد جلال (3 نوفمبر 1963 -)، مخرج ومؤلف وممثل مصري.

## عن حياته
بدأ حياته الفنية من خلال مسرح الجامعة بكلية التجارة بجامعة القاهرة، أنشأ فرقة مسرحية أطلق عليها فرقة لقاء المسرحية وقدم من خلال عروض كثيرة بعضها من تأليفه، حصل على العديد من الجوائز كمؤلف ومخرج ثم قرر صقل الهواية بدراسة الأكاديمية في المعهد العالي للفنون المسرحية وحصل على منحة في الإخراج المسرحي وسافر إلي روما للدراسة ومطالعة التجارب الفنية في الغرب، وعندما قرر العودة إلى مصر كان قرر الوزير فاروق حسني تعيينه مديرا لمسرح الشباب أثرا في تغير الأوضاع بالمسرح وكان عمره وقتها 28 سنة واعتبر أصغر مدير فرقة في هذا الوقت ثم تولى مركز الإبداع الفني في عام2002 ثم رئاسة مسرح الغد ثم البيت الفني للفنون الشعبية والاستعراضية، وأخيرا الإشراف علي مركز الإبداع.وهو حاليا يشغل رئيس قطاع الأنتاج الثقافى بوزارة الثقافة المصرية منذ أكتوبر 2015.

## أعماله[5]

### تمثيل
- الأفلام
  - تيتو
  - حرامية في تايلاند
- المسلسلات
  - عايزة أتجوز
  - زهرة وأزواجها الخمسة
  - السيف الوردي
  - نسر الشرق ج 1,2

### تأليف
- الأفلام
  - الآنسة مامي
  - برتيتا
  - مقلب حرامية
  - 1/8 دستة أشرار
  - ابو شنب
  - جوازة ميري
- المسلسلات
  - معالي الوزير
  - الجراج
- البرامج
  - حفيظة شو

### إخراج
- المسرحيات
  - SMS
  - قهوة سادة
  - مرسي عاوز كرسي
  - لما بابا ينام
  - الإسكافي ملكاً
  - تيكيت: عمل جماعي نتاح ورشة الارتجال التي أقامتها إدارة المسرح في دائرة الثقافة والإعلام- حكومة الشارقة، وقد كان العرض ضمن العروض المستضافة على أيام الشارقة المسرحية 2013. وذلك بمشاركة مجموعة كبيرة من مخلتف أقطار الوطن العربي منهم الفنان الفلسطيني عماد البيتم **سلم نفسك **هبوط اضطراري
- البرامج
  - حفيظة شو